# Orda Han
Orda Icen (în mongolă ᠣᠷᠳᠤ, n. 1204 – d. 1280), cunoscut și drept Orda Han, a fost o căpetenie mongolă și strateg militar ce a condus partea de est a Horzii de Aur în cadrul Imperiului Mongol în prima jumătate a secolului al XIII-lea.